# Kloster Sittichenbach
Das Kloster Sittichenbach (Sichemium; Sichem) war eine Zisterzienserabtei im heutigen Ortsteil Sittichenbach der Lutherstadt Eisleben im Landkreis Mansfeld-Südharz in Sachsen-Anhalt.

## Geschichte
Das Kloster wurde vom Kloster Walkenried aus gegründet und gehörte damit der Filiation der Primarabtei Morimond an. Von dort war auf Begehren Esikos II. von Bornstedt 1141 der Abt Volkuin mit elf anderen Mönchen ausgesandt worden, um in der späteren Grafschaft Mansfeld ein neues Tochterkloster anzulegen. Es gelang den Mönchen, umfangreiche Ländereien zu erwerben und mehrere Klosterhöfe anzulegen. Im Auftrag der Markgrafen von Brandenburg legten die Mönche aus Sittichenbach 1180 das Kloster Lehnin an. Ferner folgten die Neuanlagen von Kloster Buch bei Leisnig 1192 und Kloster Grünhain im Erzgebirge 1235. Vor allem zu letzterem ist ein enger wirtschaftlicher Handel und Austausch bekannt, der z. B. im gemeinsam bewirtschafteten Klosterhof zu Zwickau seinen Ausdruck fand. Außerdem wurden bis in das 15. Jahrhundert hinein Mönche aus Sittichenbach als Äbte ins Kloster Grünhain entsandt, wenn dort personeller Mangel herrschte, etwa der Mönch Johannes Funk im Jahr 1460, oder im Jahr 1475 der Mönch Laurentius, der auch als Vorsteher des Klosterhofes in Zwickau eingesetzt wurde.
Ab 1209 verbrachte der Halberstädter Bischof Konrad von Krosigk im Kloster seinen Lebensabend. (Urkundenbuch der Klöster der Grafschaft Mansfeld, Halle 1888).
Das Kloster stand mit der Halberstädter Domkirche in Streit, da beide Parteien Reliquien und Schätze beanspruchten, die Konrad während des Vierten Kreuzzugs in Konstantinopel erbeutet hatte.
1362 wurde das Kloster in einer Fehde des Bischofs Ludwig von Halberstadt mit dem Grafen von Mansfeld arg getroffen. Der Abt und die Mönche wurden als Geiseln genommen und einige von ihnen starben. Über den Mansfelder Graf wurde daraufhin der Kirchenbann ausgesprochen.
1540 wurde das Kloster säkularisiert und 1612 von den Grafen von Mansfeld dem Kurfürsten Johann Georg I. von Kursachsen überlassen. Das Kloster wurde nunmehr zum Amtssitz. Das Amt Sittichenbach gelangte 1656 an die albertinische Nebenlinie Sachsen-Weißenfels, die es 1686 in ihr Fürstentum Querfurt integrierten. Nach dem Aussterben der Weißenfelser Herzöge 1746 fielen die Gebiete an Kursachsen zurück und wurden nach dem für das Königreich Sachsen verlustreichen Wiener Kongress 1815 in die neugebildete preußische Provinz Sachsen integriert.

## Anlage und Bauten
Vom Kloster haben sich im Lauf der Zeit nur noch wenige Reste erhalten, so eine im 19. Jahrhundert stark überarbeitete Kapelle, die um 1615 zur Amtskapelle umgebaut wurde, das „Schäferwohnhaus“ westlich der Kapelle, eine weitere, als Wohnhaus umgebaute Kapelle, der Mönchstollen, die Klosterteiche und das Taubenhaus. Die Lage der Klosterkirche im Nordwesten der heutigen Kirche ist durch im Jahr 1978 durchgeführte Grabungen bekannt. Erhalten haben sich von ihr ein großes, heute vor der katholischen Kirche aufgestelltes Würfelkapitell und drei weitere Kapitelle, die in einem Anbau des Gutshauses aufgestellt sind. Vom westlichen Klausurflügel ist die Ostwand erhalten.